# Freeman Freeman-Thomas, 1:e markis av Willingdon
George Freeman Freeman-Thomas, 1:e markis av Willingdon, född 12 september 1866, död 12 augusti 1941, var en brittisk ämbetsman, generalguvernör i Kanada 1926-1931, vicekung av Indien 1931-1936.